# Powiat Galanta
Powiat Galanta (słow. okres Galanta) – słowacka jednostka podziału administracyjnego znajdująca się w kraju trnawskim. Powiat Galanta zamieszkiwany jest przez 94 533 obywateli (w roku 2002) i zajmuje obszar 641 km². Średnia gęstość zaludnienia wynosi 147,48 osób na km². Miasta: Sereď, Sládkovičovo i powiatowa Galanta.